# Mitrești, Mureș
Mitrești, mai demult Sânmărtinul Niragiului, (în maghiară Nyárádszentmárton) este un sat în comuna Vărgata din județul Mureș, Transilvania, România.

## Monumente
- Biserica unitariană din Mitrești

## Imagini

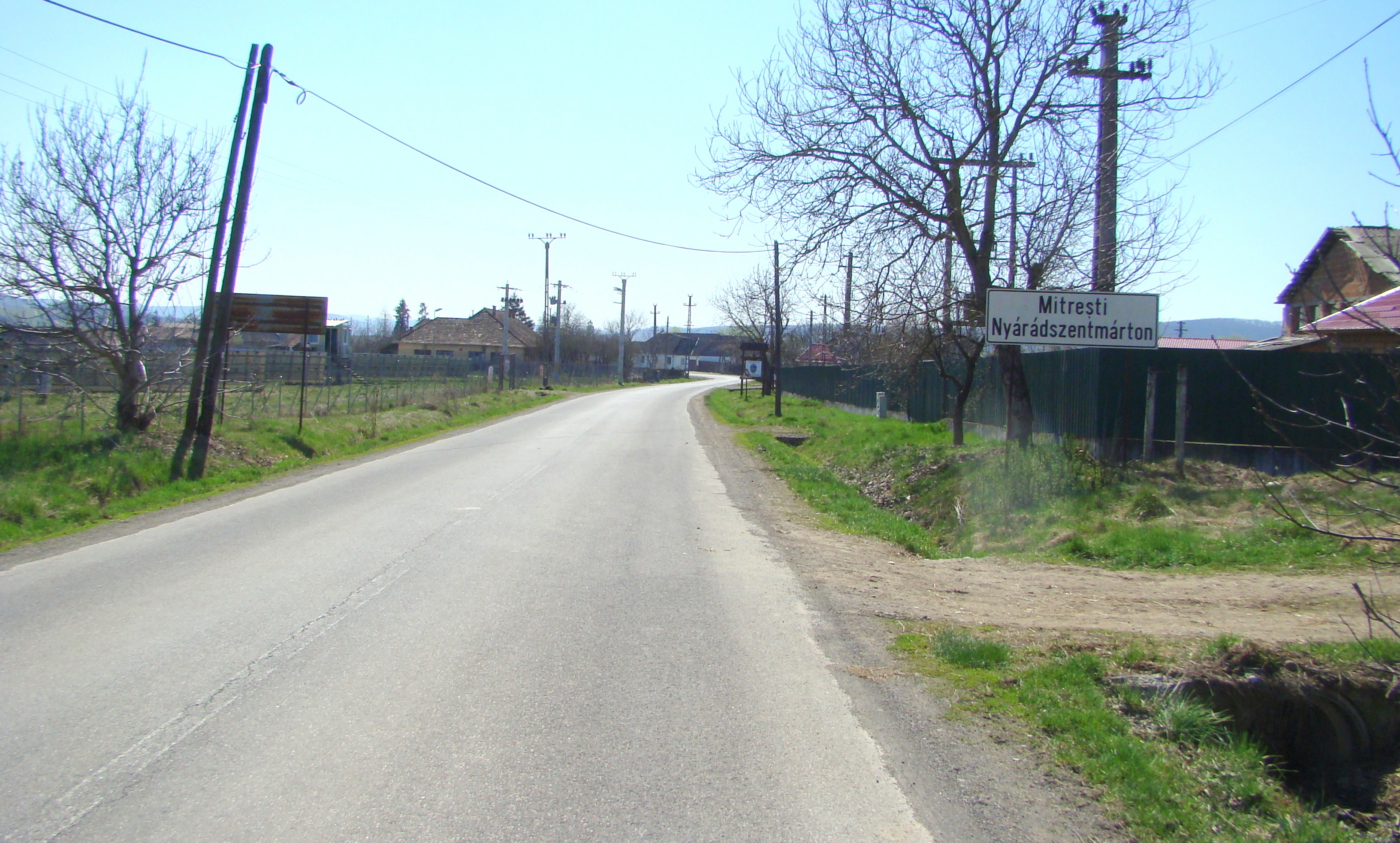
Intrarea în localitate
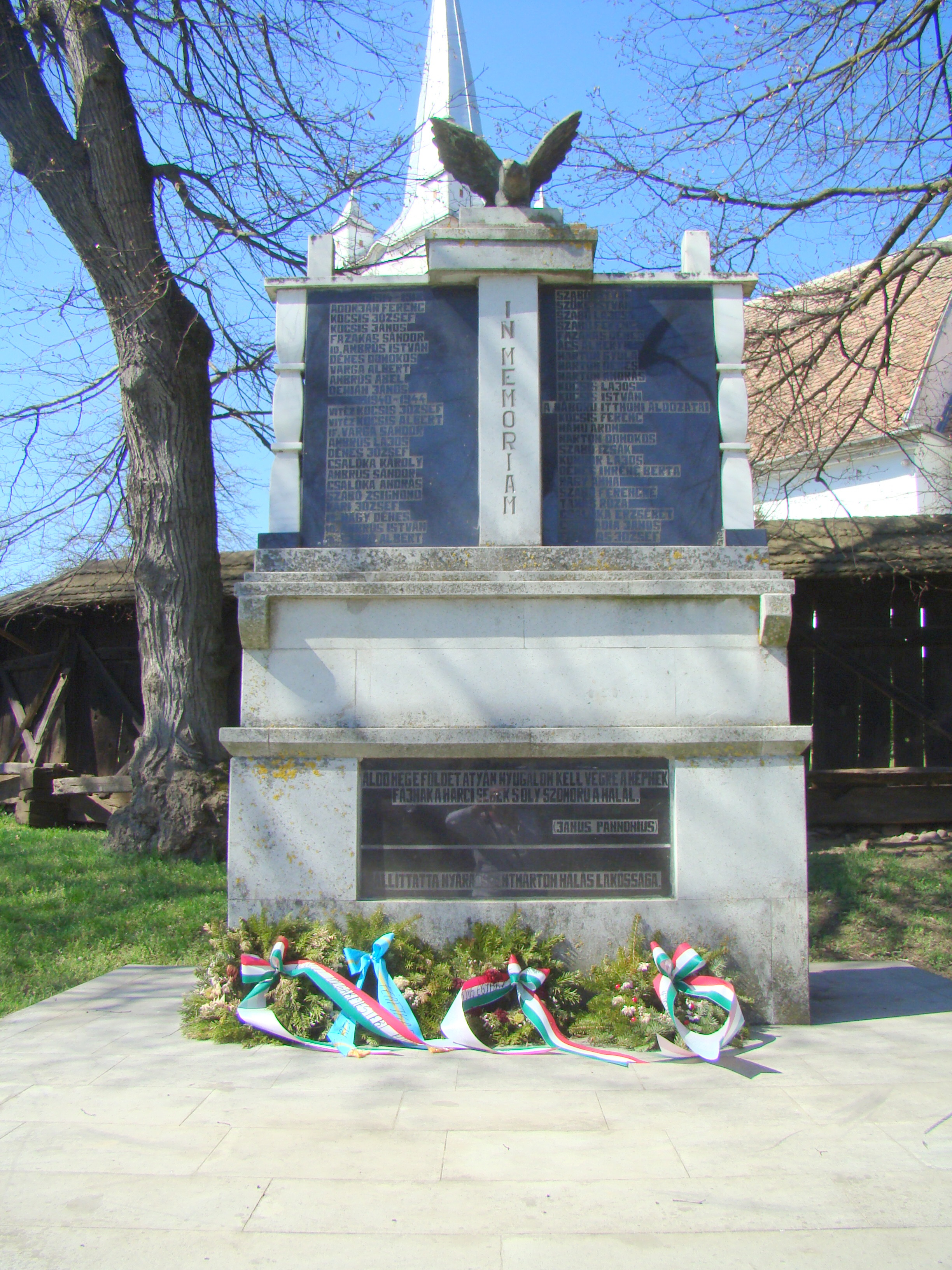
Monumentul eroilor
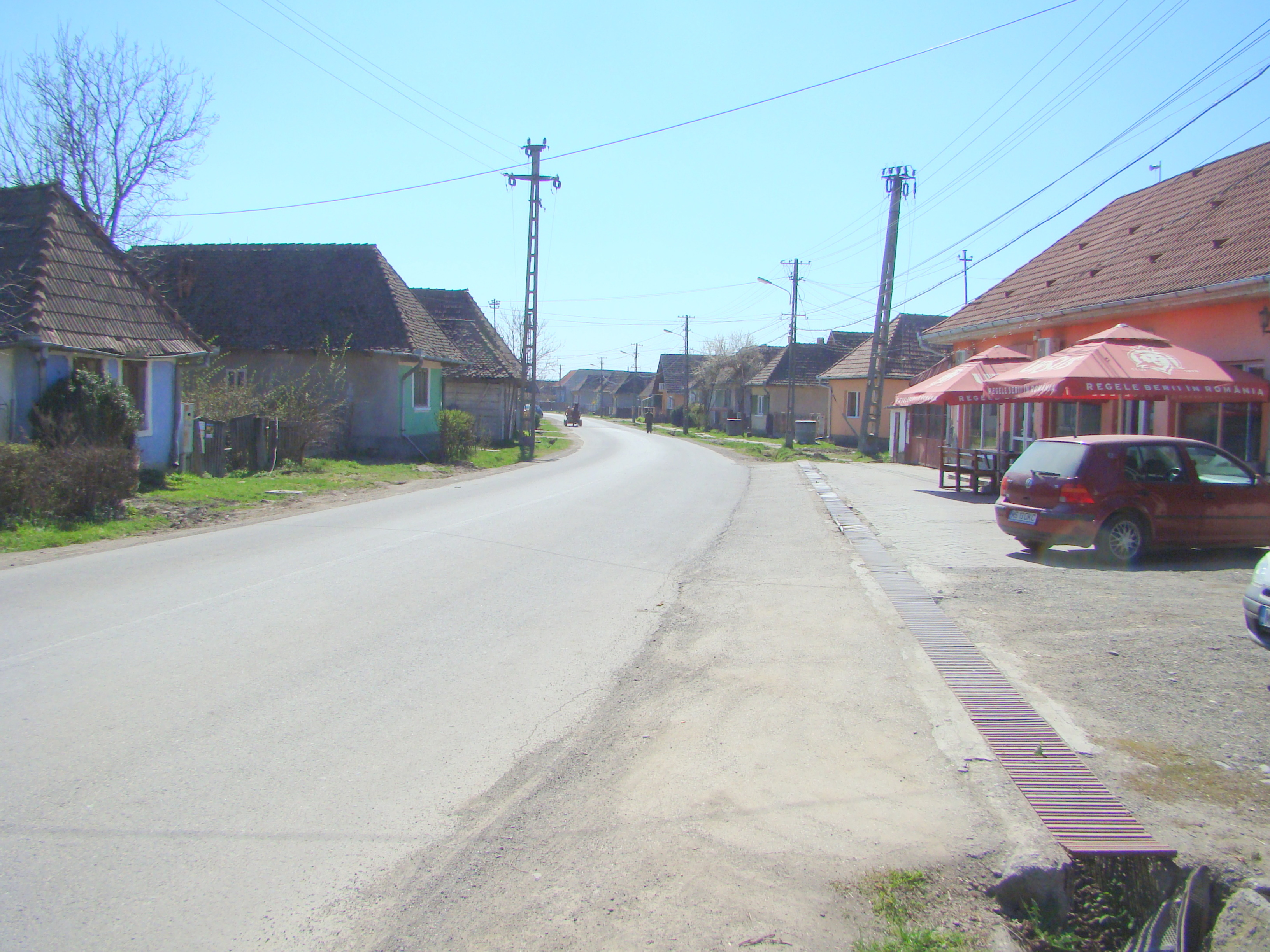
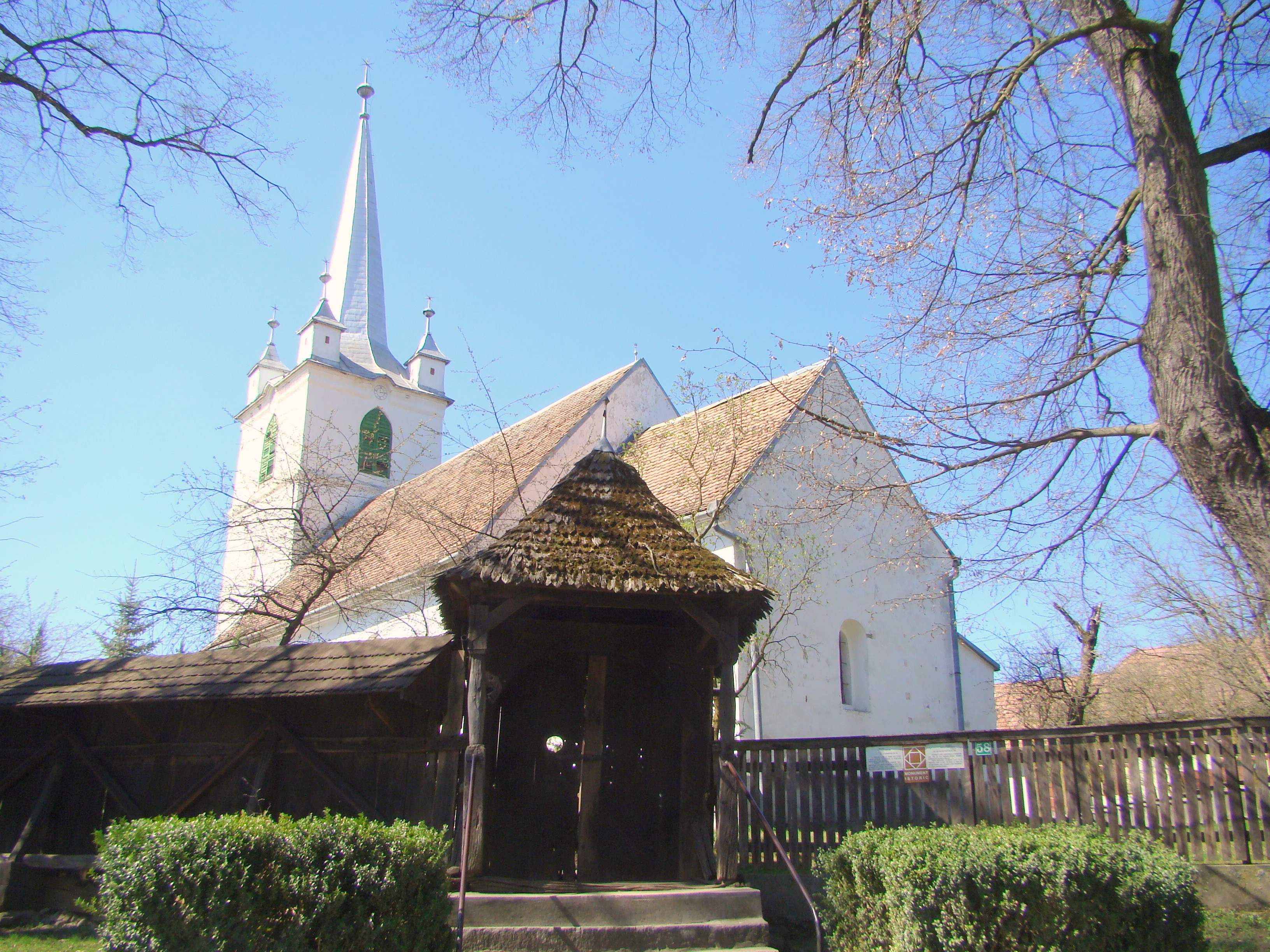
Biserica unitariană (monument istoric)
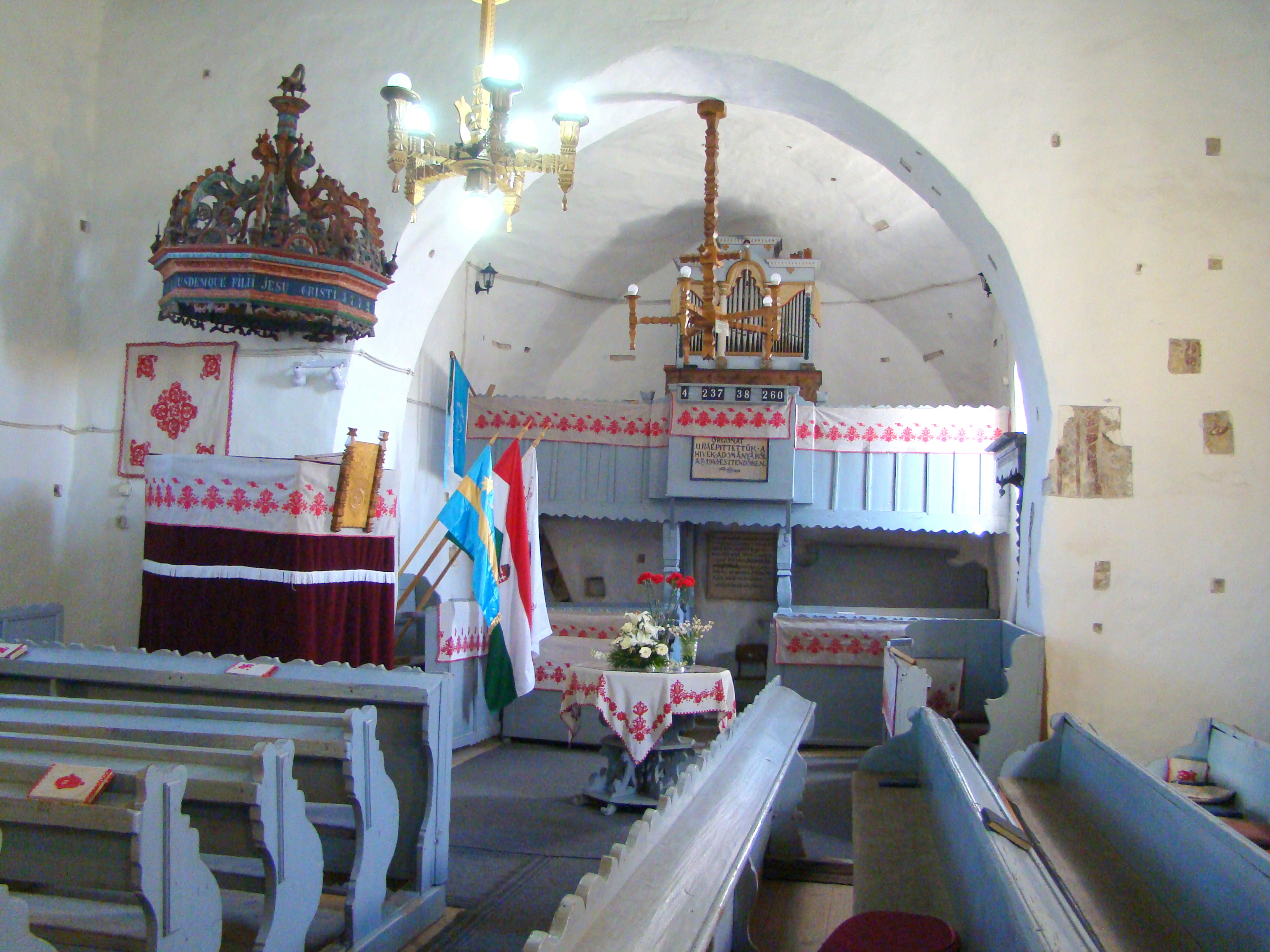
Biserica unitariană (monument istoric)